# Prăbușirea Il-76 al Forțelor Aeriene Algeriene din 2018
Pe 11 aprilie 2018, o aeronavă militară operată de Forțele Aeriene Algeriene s-a prăbușit la scurt timp de la decolarea de pe aeroportul militar din Boufarik. Toate cele 257 de persoane aflate la bordul aeronavei au murit. Accidentul este cel mai grav produs pe pământ algerian și al doilea cel mai grav în care este implicată o aeronavă de tipul Il-76, depășit doar de un accident produs în Iran cu 15 ani mai devreme. Atunci, 275 de membri ai Gărzii Revoluționare Islamice și-au pierdut viața.

## Aeronavă
Aeronava implicată în accident era un Iliușin Il-76TD al celui de-al 347-lea Escadron de Transport Strategic al Forțelor Aeriene Algeriene și era produs de Uzinele Mecanice Tașkent în 1994. Aeronava, înregistrată cu numărul matricol 7T-WIV și numărul de serie 1043419649, a avut primul zbor în 1994. Potrivit site-ului constructorului, Il-76 poate să transporte între 126 și 225 de pasageri, în funcție de model.

## Accident
La ora locală 07:50, un Iliușin Il-76 al Forțelor Aeriene Algeriene s-a prăbușit în apropiere de aeroportul militar din Boufarik, situat la aproximativ 30 km sud de capitala Alger, de pe care decolase cu puțin timp înainte. Aeronava s-a prăbușit într-un câmp, s-a rupt în două și a luat foc. Zborul avea ca destinație finală Aeroportul Tindouf, după o escală pe Aeroportul „Boudghene Ben Ali Lotfi” din Béchar. Martorii accidentului au declarat că o aripă a aeronavei a luat foc înainte de a se prăbuși. Toți cei 247 de pasageri și 10 membri ai echipajului de la bordul aeronavei au murit. Nu a existat nicio declarație oficială cu privire la vreun supraviețuitor, dar un martor a declarat că a văzut oameni sărind din aeronavă chiar înainte ca aceasta să se prăbușească. De asemenea, canalul Dzaïr TV a raportat că cinci persoane se aflau în stare critică, dar nu era clar dacă cele cinci persoane erau pasageri ai aeronavei sau localnici răniți pe câmpul în care s-a prăbușit aceasta. Printre pasageri se aflau 176 de membri ai Armatei Naționale Populare. Mulți dintre soldați călătoreau cu membrii familiilor lor.
30 de studenți sahrawi și alți civili din taberele de refugiați din Tindouf se numără printre cei morți, potrivit oficialilor Republicii Sahrawi. Aceștia au vizitat capitala Alger din motive medicale și birocratice. Sahrawi din taberele de refugiați beneficiază în mod regulat de zboruri gratuite în aeronavele militare de transport algeriene. Inițial, un membru al Frontului de Eliberare Națională, partidul de guvernământ al Algeriei, a declarat că 26 de membri ai Frontului Polisario se aflau printre victime. Declarația a fost perpetuată și de mass-media marocană. Totuși, oficialii algerieni și sahrawi au susținut că există doar 30 de victime civile din Republica Sahrawi.

## Reacții
În urma accidentului, Abdelaziz Bouteflika, președintele Algeriei, a declarat trei zile de doliu național. Consecutiv, omologul său sahrawi, Brahim Ghali, a declarat șapte zile de doliu național. Ahmed Gaid Salah, Șeful Statului Major al Armatei Algeriei, a dispus începerea unei anchete pentru a se stabili cauzele accidentului. Rusia a declarat că va oferi asistență autorităților algeriene în cadrul anchetei.